# Va passar a Manhattan
Va passar a Manhattan (nom original en anglès: Maid in Manhattan) es una pel·lícula romàntica americana de l'any 2002 dirigida per Wayne Wang amb guió de Kevin Wade, basada en un argument de John Hughes. Ha estat doblada al català.

## Argument
Marisa Ventura és una mare soltera de Nova York que treballa com a dona de la neteja en un hotel de luxe de Manhattan. Un dels hostes és Christopher Marshall, un jove polític que pensa que la noia s'allotja a l'hotel.

## Repartiment
- Jennifer Lopez: Marisa Ventura
- Ralph Fiennes: Christopher Marshall
- Tyler Posey: Ty Ventura
- Natasha Richardson: Caroline Lane
- Marissa Matrone: Stephanie
- Chris Eigeman: John

## Crítica
- "No hi ha una sola persona a la sala que no endevini exactament el següent que va a succeir. Però succeeix amb una habilitat i un encant que, sí, jo la vaig gaudir (...) Puntuació: ★★★ (sobre 4)"[3]

- "Insulsament encantadora (...) a favor seu, tracta d'aconseguir un equilibri entre realitat i desig millor que la majoria dels films del seu tipus (...) tant de bo fos més divertida, més convincent i menys cursi en els seus diàlegs"[4]

- "És una agradable, potser alguna cosa pesada, comèdia romàntica que, si ben no farà molt per treure lluentor a la carrera de Lopez, certament no la danyarà"[5]